# DESCENT3
『Descent 3』(ディセント 3)は、DESCENTシリーズの3作目。1999年にWindows用にリリースされた、

## 前作までとの相違点
プラットフォームがDOSからWindowsに移り、グラフィックや演出が飛躍的に向上した。
また、それに伴って屋外での戦闘も可能になった。

## 物語
前作（Descent II）のあと、外宇宙の鉱山の破壊に成功した主人公マテリアルディフェンダーはワープコアの故障により太陽の近くを漂流していた。戦闘機が太陽に焼かれようとしていたとき、通りかかったレッドアクロポリス研究所の宇宙船に救出される。彼らの話によれば、採掘基地で起こったロボットの反乱にPTMCが関与していたという。また戦闘機の故障も、主人公に鉱山の制圧を依頼したPTMCの幹部サミュエル・ドラヴィス自身が仕組んだ事故であった。レッドアクロポリス研究所は主人公に新しい戦闘機を与え、ドラヴィスが非合法に研究していたコンピュータ・ウィルスの開発に関与した研究者の救出と事件の真相の調査を依頼した。